# Songololo
Songololo est une localité, chef-lieu du territoire éponyme de la province du Kongo Central en république démocratique du Congo.

## Géographie
La localité est située à 84 km à l'est du chef-lieu de province Matadi.

## Histoire
De Songololo une route conduit au sud vers l'Angola. la route passe par San Salvador ancienne capitale du Royaume du Kongo qui fut, du XVe siècle au XVIIe siècle, une localité importante dont les rois entretenaient des relations avec le Roi du Portugal et le Saint-Siège,.    
En 1962, lors du découpage du pays en 21 provincettes, la localité est brièvement désignée comme chef-lieu de la province du Congo central par division de l'ancienne province de Léopoldville.

## Société
La localité est le siège de la paroisse catholique Saint-Joseph de Songololo, fondée en 1961, elle dépend de la doyenné de Kimpese du diocèse de Matadi.

## Identifiants
- code postal[4] : 2009011